# Neerja Bhanotová
Neerja Bhanot, hindsky नीरजा भनोत (7. září 1963 Čandígarh, Paňdžáb, Indie – 5. září 1986 Karáčí, Pákistán) byla hlavní stevardkou společnosti Pan Am se sídlem v indické Bombaji, která byla zastřelena během teroristického útoku 5. září 1986, kdy tím, že zabránila startu letadla a otevřela nouzový východ, zachránila přes 300 pasažérů. Posmrtně se stala nositelkou nejvyššího indického vojenského vyznamenání za odvahu – Ašókačakra (pojmenovaném podle kola Ašókačakry).

## Přepadení
Neerja Bhanotová byla hlavní letuškou linkového letu Pan Am Flight 73 z Bombaje do USA. Letadlo bylo přepadeno čtyřmi ozbrojenými muži 5. září 1986 v Karáčí, Pákistán. Na palubě bylo 361 pasažérů a 19 členů posádky. Teroristé chtěli změnit cíl letu na Kypr a propustit několik dalších členů své skupiny z vězení. Poté, co se teroristé dostali do letadla, Bhanotová varovala posádku pilotní kabiny, která opustila kokpit, takže letadlo nemohlo vzlétnout. Jako hlavní letuška přebrala velení letu.
Teroristé byli členy Organizace Abú Nidala se zázemím v Libyi. Pověřili Bhanotovou posbíráním cestovních pasů všech pasažérů. Spolu s ostatními letuškami skryla pasy amerických občanů pod sedačky či do odpadkových košů, takže teroristé nemohli mezi pasažéry rozlišit Američany, které chtěli využít k vydírání.
Po 17 hodinách teroristé spustili palbu a odpálili výbušniny. Bhanotová otevřela jedny z únikových dveří, spustila evakuační skluzavku a pomáhala pasažérům s opuštěním letadla. Letadlo neopustila a naopak svým tělem bránila evakuující pasažéry, zejména děti. Byla zastřelena ve chvíli, kdy se stala živým štítem tří dětí. Ze 41 Američanů na palubě byli zastřeleni pouze dva. Jedno z dětí, které se zachránily, tehdy sedmiletý chlapec, se později stal leteckým kapitánem a prohlásil, že Bhanotová byla jeho inspirací a vděčí jí za každý den svého života. Bhanotová si získala mezinárodní uznání a stala se nejmladší nositelkou vyznamenání Ašókačakra, nejvyššího indického řádu za odvahu v mírové době, a získala i řadu ocenění v USA.

## Filmové zpracování
V únoru 2016 měl premiéru bollywoodský film Neerja, který podle scénáře Saiwyna Quadrase natočil režisér Ram Madhvani se Sonam Kapoorovou v hlavní roli.